# Patrick Bauchau
Patrick Nicolas Jean Sixte Ghislain Bauchau (* 6. prosinec 1938, Brusel, Belgie) je belgický herec.

## Počátky
Narodil se v Bruselu belgickému otci, spisovateli, psychoanalytikovi a vydavateli a ruské matce vydavatelce a školské pracovnici. Vyrůstal střídavě v Belgii, Švýcarsku a Anglii.
Navštěvoval Oxford a domluví se německy, francouzsky, anglicky, španělsky, italsky a má základní znalosti ruštiny.

## Kariéra
Před kamerou se objevil již v roce 1963, a to v kritikou váženém filmu La Carriére de Suzanne. Objevil se v následujících letech v mnoha filmech, které jsou známé i českým divákům. Patří k nim především Sběratelka, Stav věcí, Vyber si mě, Vyhlídka na vraždu, Columbo: Vražda jako autoportrét, A kapela hrála dál, Lisabonský příběh, Úkryt, Sekretářka a Ray.
V poslední době se objevuje především v epizodních rolích amerických seriálů, ke kterým patří Dr. House, Zjevení, Alias nebo 24 hodin.

## Ocenění
V roce 1988 byl nominován na Gemini Award za seriál Mount Royal. Cenu však nezískal.

## Filmografie
- 1963 - La Carriére de Suzanne
- 1967 - Tuset Street, Sběratelka
- 1980 - Guns
- 1981 - Cinéma 16
- 1982 - Crystal Gazing, Stav věcí
- 1983 - Enigma, Les Iles, Coup de foudre
- 1984 - Le Voyage d'Hiver, První touhy, Emmanuelle 4, La Femme publique, Vyber si mě, Nucleo zero (TV film)
- 1985 - Folie Suisse, Phenomena, Kryštof Kolumbus (TV seriál), La Nuit Porte Jarretelles, Vyhlídka na vraždu, Kane & Abel (TV seriál)
- 1986 - Rodinná rada, Lola
- 1987 - Motten im Licht, Cross, Láska mezi zloději (TV film), Balada da Praia dos Caes, Riviera (TV film), Friendship's Death, Arhangelous dou Pathous, Accroche-Coeur
- 1988 - Mount Royal (TV seriál), La Maitre de Musique
- 1989 - Visioni Private, Miguel Servet, la sangre y la ceniza (TV seriál), Erreur de Jeunesse, Austrálie, Comédie d'Amour, Columbo: Vražda jako autoportrét (TV film)
- 1990 - La Mujer de tu Vita: La Mujer perdida (TV film), Tinikling ou'La madonne et le dragon' (TV film)
- 1991 - Craven, Terra Nova, Cómo levantar 1000 kilos, Los más natural, Haute tension (TV seriál), Blood Ties (TV film), Il Nodo alla Cravatta, Extáze
- 1992 - Havanera 1820, Complicazioni nella notte, To je vražda, napsala (TV seriál), From time to time, Robert's Movie, Chain of Desire
- 1993 - Hra na zradu (TV film), A kapela hrála dál (TV film)
- 1994 - Dark side of Genius, Day of Reckoning (TV film), Every Breath, Jasné nebezpečí, Nová Éra, Fortune Hunter (TV seriál), Lisabonský příběh
- 1995 - OP Center (TV film), Earth 2 (TV seriál), Jenipapo, Nestor Burma (TV seriál), Serpent's Lair
- 1996 - I Magi randagi, Enfants de Salaud, Kindred: The Embraced (TV seriál), The Beatnicks, Chameleon (TV seriál)
- 1998 - Svatý Muž
- 1999 - Twins Falls Idaho
- 2000 - The Beatnicks, Cela, Sochařka
- 2001 - Chameleon a strašidelný ostrov (TV film), Jackpot, Chameleon 2001 (TV film)
- 2002 - C.E.O., Sekretářka, Úkryt
- 2003 - Hráči, De Fem bespaend, Situace: Ohrožení (TV seriál), Carnivale (TV seriál)
- 2004 - Promised Land, Justice League (TV seriál), Ray, Kriminálka New York (TV seriál)
- 2005 - Upíři: Návrat, Dr. House (TV seriál), Zjevení (TV seriál), The Dead Zone (TV seriál), Alias (TV seriál)
- 2006 - Bestie Karla, 24 hodin (TV seriál), El amor y la ciudad, Boy Culture, Suzanne
- 2007 - Zlodějíčkové, Šedovlasý pán, The Memory Thief, Kruhy v obilí (TV seriál), Chrysalis
- 2008 - Women's Murder Club (TV seriál)
- 2009 - 2012
- 2010 - Těžká rozhodnutí